# Caius Trebonius
Caius Trebonius, né vers 92 et mort en 43 av. J.-C., est un commandant et homme politique de la fin de la République romaine. Il épouse le parti de Jules César avant de participer à la conspiration qui aboutit à l'assassinat de ce dernier. Il meurt lui-même exécuté en 43 av. J.-C.

## Biographie
Son père est de rang équestre, mais n'a pas été un magistrat. La carrière de Caius Trebonius est donc celle d'un homo novus.
Il commence sa carrière en soutenant le parti aristocratique et, questeur vers 60, il s'oppose à l'adoption de Clodius Pulcher par une famille plébéienne, voulue par les triumvirs. Il change ensuite de parti et devient tribun de la plèbe en 55 av. J.-C.. Durant son mandat, il donne son nom à la Lex Trebonia qui confère les pleins pouvoirs durant cinq ans aux triumvirs Pompée, Crassus et César respectivement dans les provinces d'Hispanie, de Syrie pour les deux premiers et les Gaules et l'Illyrie pour le troisième,,.
Il devient ensuite légat de César pendant cinq ans à partir de 54, durant la campagne en Gaule. Il accompagne ce dernier lors de sa deuxième expédition sur l'île de Bretagne, prend part aux sièges de Vellaunodunum et d'Alésia.

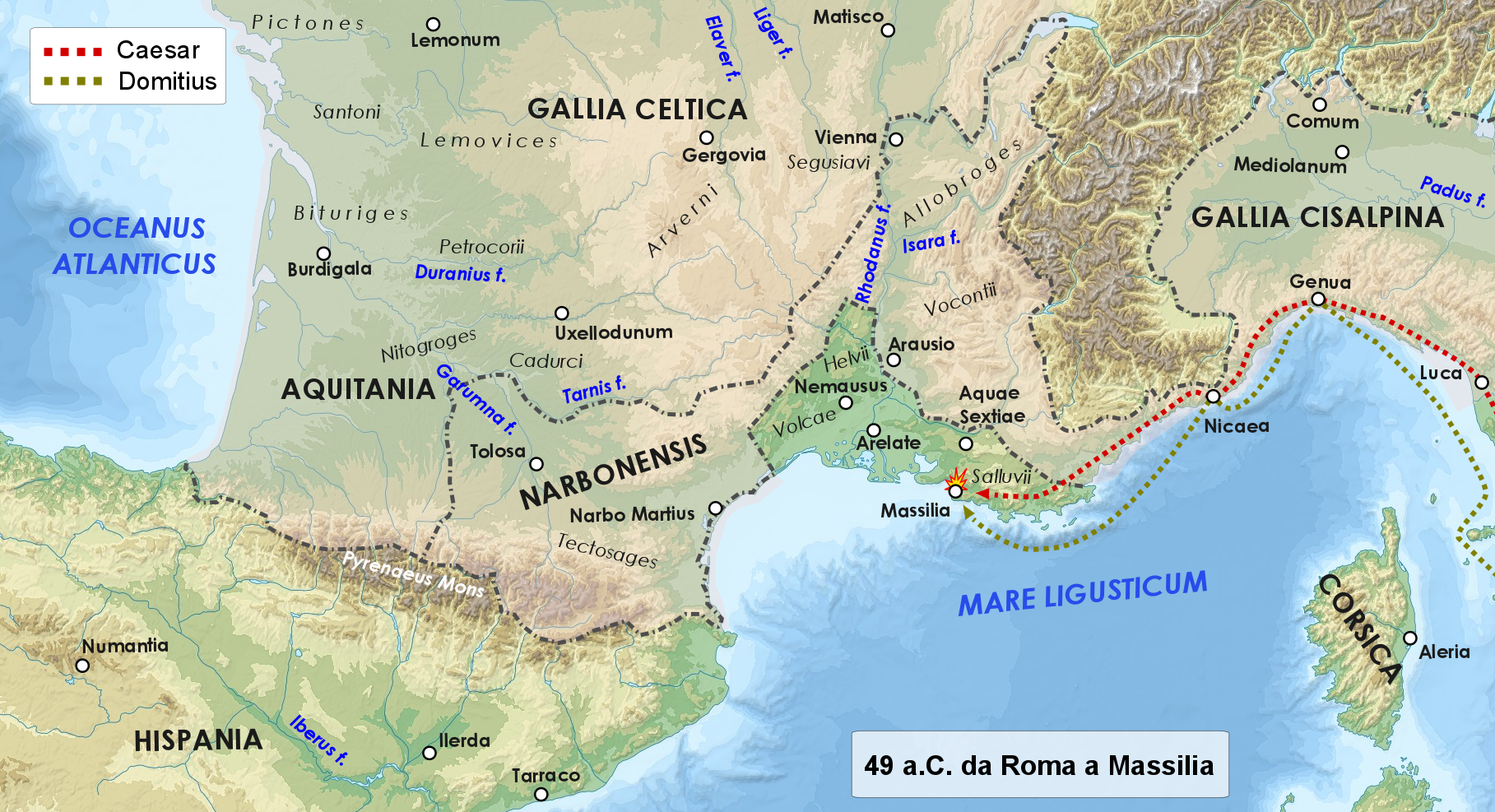
César porte la lutte contre ses adversaires en Hispanie citérieure. Au passage, il décide de faire le siège de Marseille après l'échec de négociations avec les notables de la cité pour obtenir leur alliance.

Pendant la guerre civile, il dirige le siège terrestre de Marseille en 49 av. J.-C. tandis que Decimus Brutus contrôle les forces navales. Après 6 mois de siège et deux victoires navales de Decimus Brutus, Marseille se rend,.
Il est élu préteur urbain l'année suivante. Il résiste alors à la tentative de sédition organisée à Rome par son collègue Marcus Caelius Rufus.
Il succède comme propréteur d'Hispanie ultérieure à Quintus Cassius Longinus en 47, mais doit fuir face à une mutinerie des troupes ayant épousé le parti de Pompée,.
Cette défaite ne lui fait cependant pas perdre la confiance de César. Il revient à Rome avec le dictateur, et en récompense de ses services, après l'abdication de César qui était alors consul unique, il est désigné consul suffect le premier jour d'octobre aux côtés d'un autre césarien, Quintus Fabius Maximus, les comices votant selon les souhaits de César pour ses candidats. Caius Caninius Rebilus devient son nouveau collègue le dernier jour de l'année à la suite du soudain décès de Fabius Maximus le 31 décembre,.
Pourtant, en mars de l'année suivante, Caius Trebonius trahit César et prend part à l'assassinat de son bienfaiteur ; son rôle dans le complot consiste à occuper Marc Antoine pour l'empêcher d'accompagner César dans la Curie.
En 43, il devient proconsul pour l'Asie. Il est capturé et exécuté à Smyrne par Publius Cornelius Dolabella, d'une manière extrêmement cruelle, torturé et finalement décapité,.
Plusieurs lettres de Cicéron sont adressées à Trebonius, qui évoque aussi son assassinat dans ses dernières Philippiques.